# کارملو هیس
کارملو هیس (انگلیسی: Carmelo Hayes؛ زادهٔ ۱ اوت ۱۹۹۴) کشتی‌گیر کشتی حرفه‌ای اهل ایالات متحده آمریکا است.